# Megophrys auralensis
Espèce
Synonymes
- Xenophrys auralensis (Ohler, Swan & Daltry, 2002)

Statut de conservation UICN

 VU  : Vulnérable
Megophrys auralensis est une espèce d'amphibiens de la famille des Megophryidae.

## Répartition
Cette espèce est endémique du Phnum Aoral au Cambodge. Elle se rencontre entre 500 et 1 140 m d'altitude.

## Description
Megophrys auralensis mesure de 71 à 77 mm. Son est brun foncé avec un motif en forme de sablier et une marque triangulaire sur la tête. Ses flancs sont légèrement marbrés de brun foncé. Sa gorge est brun grisâtre vineux. Sa face ventrale et la face interne de ses membres est blanche avec des taches brun grisâtre vineux. Son iris est cuivré.

## Étymologie
Son nom d'espèce, composé de aural et du suffixe latin -ensis, « qui vit dans, qui habite », lui a été donné en référence au lieu de sa découverte, le Phnum (« mont ») Aoral (Phnom Aural en anglais).

## Publication originale
- Ohler, Swan & Daltry, 2002 : A recent survey of the amphibian fauna of the Cardamom mountains, southwest Cambodia with descriptions of three new species. Raffles Bulletin of Zoology, Singapore, vol. 50, no 2, p. 465-481 (texte intégral).